# Liparis yamadae
Liparis yamadae är en orkidéart som först beskrevs av Takasi Tuyama, och fick sitt nu gällande namn av Francis Raymond Fosberg och Marie-Hélène Sachet. Liparis yamadae ingår i släktet gulyxnen, och familjen orkidéer. Inga underarter finns listade i Catalogue of Life.